# 在留期間
在留期間（ざいりゅうきかん）とは、在留資格をもって在留する外国人が日本に在留することのできる期間のことである（出入国管理及び難民認定法第2条の2第3項）。具体的な在留期間は、出入国管理及び難民認定法施行規則第3条、別表第2で在留資格ごとに定められている期間の中から、上陸許可（上陸特別許可を含む。）、在留資格の変更、在留期間の更新、在留資格の取得又は在留特別許可の際に決定される。

## 在留資格別の在留期間の規定
- 外交：外交活動を行う期間
- 公用：５年，３年，１年，３月，３０日又は１５日
- 教授：５年，３年，１年又は３月
- 芸術：５年，３年，１年又は３月
- 宗教：５年，３年，１年又は３月
- 報道：５年，３年，１年又は３月
- 高度専門職１号：5年
- 高度専門職２号：無制限
- 経営・管理：５年，３年，１年，４月又は３月
- 法律・会計業務：５年，３年，１年又は３月
- 医療：５年，３年，１年又は３月
- 研究：５年，３年，１年又は３月
- 教育：５年，３年，１年又は３月
- 技術・人文知識・国際業務：５年，３年，１年又は３月
- 企業内転勤：５年，３年，１年又は３月
- 興行：３年，１年，６月，３月又は１５日
- 技能：５年，３年，１年又は３月
- 介護：５年，３年，１年又は３月
- 文化活動：３年，１年，６月又は３月
- 技能実習：１年，６月又は法務大臣が個々に指定する期間（１年を超えない範囲）
- 短期滞在：９０日若しくは３０日又は１５日以内の日を単位とする期間
- 留学：４年３月，４年，３年３月，３年，２年３月，２年，１年３月，１年，６月又は３月
- 研修：１年，６月又は３月
- 家族滞在：５年，４年３月，４年，３年３月，３年，２年３月，２年，１年３月，１年，６月又は３月
- 特定活動：入管法第7条第1項第2号の告示で定める活動を指定される者にあっては、５年，３年，１年，６月，３月。それ以外の活動を指定される者にあっては、1年を超えない範囲内で法務大臣が個々の外国人について指定する期間
- 特別永住者：無制限
- 永住者：無期限
- 日本人の配偶者等：５年，３年，１年又は６月
- 永住者の配偶者等：５年，３年，１年又は６月
- 定住者：入管法第7条第1項第2号の告示で定める活動を指定される者にあっては、５年，３年，１年，６月。それ以外の活動を指定される者にあっては、3年を超えない範囲内で法務大臣が個々の外国人について指定する期間